# Ла-Плата (округ, Колорадо)
Шаблон:StateAbbr_ 37°17′ пн. ш. 107°51′ зх. д. / 37.29° пн. ш. 107.85° зх. д.
Округ Ла-Плата (англ. La Plata County) — округ (графство) у штаті Колорадо, США. Ідентифікатор округу 08067.

## Історія
Округ утворений 1874 року.

## Демографія
За даними перепису
2000 року
загальне населення округу становило 43941 осіб, зокрема міського населення було 15349, а сільського — 28592.
Серед мешканців округу чоловіків було 22362, а жінок — 21579. В окрузі було 17342 домогосподарства, 10892 родин, які мешкали в 20765 будинках.
Середній розмір родини становив 2,92.
Віковий розподіл населення поданий у таблиці:
| Стать    | До 15 років | 15-21 | 22-29 | 30-39 | 40-49 | 50-65 | 65-85 | Понад 85 |
| -------- | ----------- | ----- | ----- | ----- | ----- | ----- | ----- | -------- |
| Чоловіки | 4089        | 3052  | 2856  | 2992  | 3895  | 3611  | 1726  | 141      |
| Жінки    | 3872        | 2697  | 2404  | 2972  | 4025  | 3348  | 1958  | 303      |

## Суміжні округи
- Сан-Хуан — північ
- Гінсдейл — північний схід
- Арчулета — схід
- Сан-Хуан, Нью-Мексико — південь
- Монтесума — захід
- Долорес — північний захід

## Виноски
1. ↑  U.S. Decennial Census. United States Census Bureau. Архів оригіналу за 19 липня 2018. Процитовано 8 червня 2014.
2. ↑  Historical Census Browser. University of Virginia Library. Архів оригіналу за 11 серпня 2012. Процитовано 8 червня 2014.
3. ↑  Population of Counties by Decennial Census: 1900 to 1990. United States Census Bureau. Архів оригіналу за 31 липня 2014. Процитовано 8 червня 2014.
4. ↑  Census 2000 PHC-T-4. Ranking Tables for Counties: 1990 and 2000 (PDF). United States Census Bureau. Архів оригіналу (PDF) за 18 грудня 2014. Процитовано 8 червня 2014.
5. ↑  State & County QuickFacts. United States Census Bureau. Архів оригіналу за 6 червня 2011. Процитовано 8 червня 2014.(англ.) Наведено за англійською вікіпедією.
6. ↑  American FactFinder. Бюро перепису населення США. Архів оригіналу за 20 березня 2010. Процитовано 31 січня 2008.

| США | Це незавершена стаття з географії США. Ви можете допомогти проєкту, виправивши або дописавши її. |